# 八木ヶ鼻

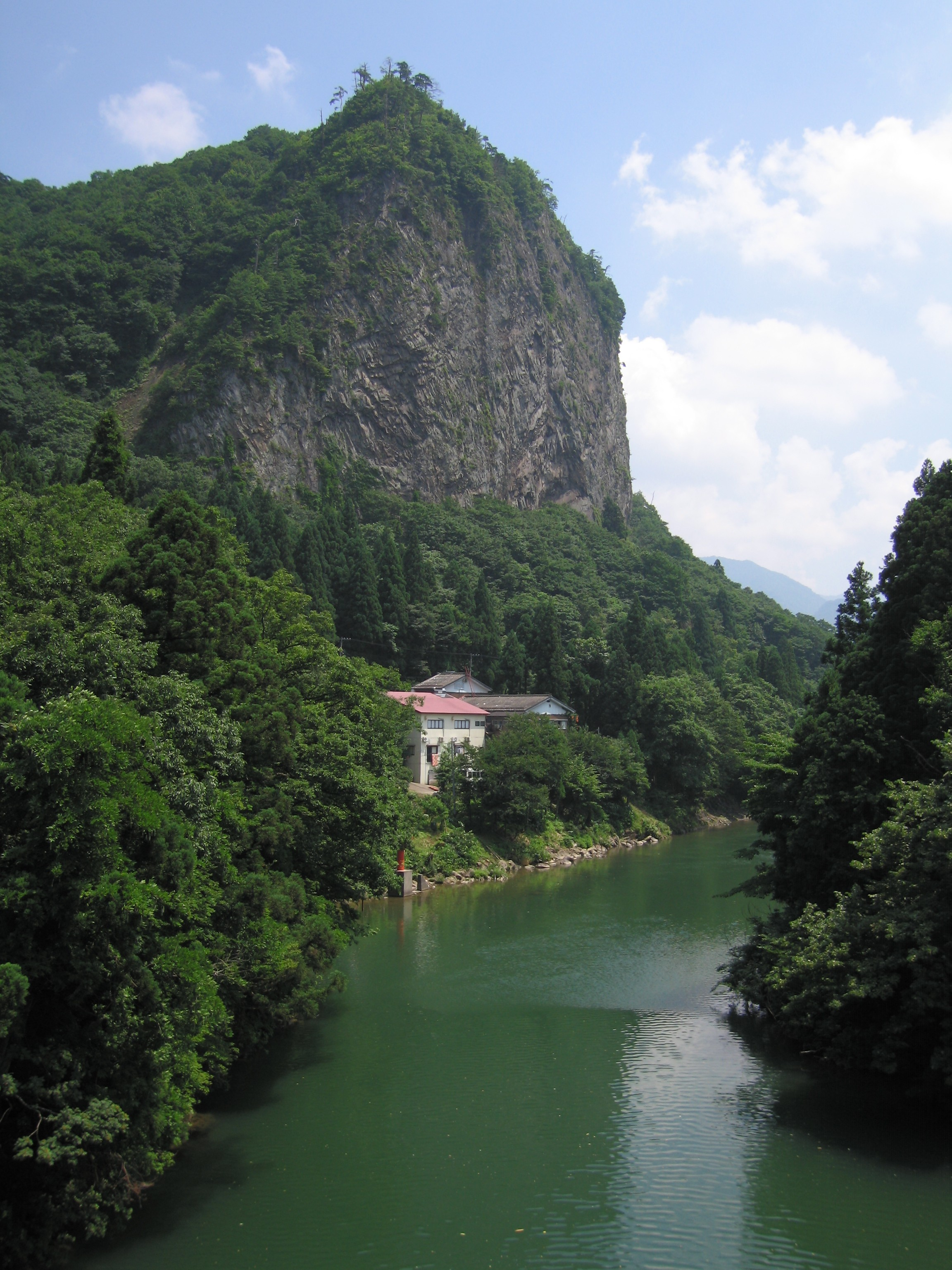
八木ヶ鼻

八木ヶ鼻（やぎがはな）は、新潟県三条市に存在する景勝地。高さ200 m超の崖がそびえる。市の名勝に指定されている。

## 概要
三条市南東部の旧下田村に位置し、崖の脇を五十嵐川が流れる。約600万年前の海底火山活動で形成された溶岩ドームの中心部にあたる。
隣接して日帰り入浴施設「八木ヶ鼻温泉いい湯らてい」が設けられており、温泉に入りながら景勝を眺めることができる。また、対岸はオートキャンプ場が整備されている。
古来よりハヤブサの繁殖地として知られており、その姿を見ることができる。
八木ヶ鼻の麓には八木神社が鎮座する。

## 交通
- JR東三条駅から越後交通路線バス・八木ヶ鼻温泉行に乗車し終点下車。燕三条駅からの直通便も設定されている[3]。
- 「いい湯らてい」では曜日によって三条市内や栃尾方面からのシャトルバスが運行されている[4]。

## 周辺・関連項目
- 道の駅漢学の里しただ
- 越後長野温泉
- 下田郷のいしぶみ
- 八十里越